# Anthonympha
Anthonympha é um gênero de mariposa pertencente à família Acrolepiidae.